# Jošifumi Nakadžima
Jošifumi Nakadžima (japonsky 中島 良史, také Jošijuki Nakadžima; * 1944) je japonský hudební skladatel.

## Život
Narodil se v roce 1944 v Tokiu. Vystudoval Hudební univerzitu Kunitači pod vedením prof. Taróa Nakamury. Je autorem mnoha hudebních děl různého zaměření – píše opery, skladby pro symfonický orchestr, pěvecký sbor, zpěv i dechové nástroje, vytváří i vlastní variace a aranžmá. Studoval dirigování u prof. Akea Watanabeho, pod vedením Otmara Suitnera se účastnil hudebního semináře v Salcburku.
Po dirigentském debutu s Tokyo Metropolitan Symphony Orchestra řídil mnoho orchestrů, sborů i oper na různých místech. Působil i jako producent inovačních koncertů v oblasti jazzu a dalších hudebních žánrů. Jeho autorský muzikál pro děti získal velkou popularitu po celém Japonsku.
Své aktivity neomezuje na pouze Japonsko: mj. přispíval k rozvoji japonsko-polských kulturních vztahů tím, že v roce 1990 řídil ve Varšavě první uvedení symfonie č.9 Ludwiga van Beethovena po pádu komunismu, vystupoval na Mezinárodním hudebním festivalu v Krakově, dirigoval Krakovský pěvecký sbor, apod.
V roce 1992 se podílel na založení nevládního kulturního projektu - Mezinárodního hudebního festivalu Mladá Praha a následujících 21 let působil jako předseda japonského výkonného výboru. S účinnou podporou bývalého člena Smetanova kvarteta prof. Lubomíra Kosteckého a světově známého houslisty Josefa Suka se podařilo během 21 let do Prahy na tuto slavnost nadějné hudební generace pozvat více než tisíc mladých hudebníků z 35 zemí celého světa. Tento jedinečný neziskový hudební projekt se konal po celých 21 let bez přerušení, a to i přes trojnásobnou světovou ekonomickou krizi a velké povodně v ČR v roce 2002. Prostřednictvím tohoto festivalu se daří ve značné míře seznamovat Japonsko s českou hudbou a široce podporovat kulturní výměnu mezi mladými hudebníky obou zemí. Jako výraz uznání tohoto úsilí obdržel prof. Nakadžima v roce 2012 medaili Ministerstva kultury ČR Artis Bohemiae Amicis. Ze strany japonské vlády pak v témže roce výkonný výbor festivalu obdržel Čestné uznání Ministerstva zahraničí Japonska jakožto výraz uznání za účinnou aktivitu na poli mezinárodní kulturní výměny.
V letech 2005 a 2006 se v rámci festivalu uskutečnily i koncerty v Tokiu pod hlavičkou Young Prague In Tokyo. I přes katastrofální zemětřesení ve východním Japonsku v roce 2011 proběhl jubilejní 20. ročník festivalu v Česku i v Japonsku v nebývalém měřítku ve slavnostní atmosféře a s velkým úspěchem.
Mezi další působení prof. Nakadžimy v Česku patří zejména dirigentská činnost: vystupoval na festivalu Bedřicha Smetany v Plzni, v roce 1995 řídil ve Dvořákově síni pražského Rudolfina Requiem Wolfganga Amadea Mozarta na koncertu pořádaném při příležitosti 50. výročí konce 2. světové války, provedl recitál vlastních skladeb, v roce 2003 ve Smetanově síni Obecního domu řídil symfonii č. 9 Ludwiga van Beethovena v rámci benefičního koncertu na opravu Karlova mostu po povodních z roku 2002.
Kromě mezinárodní kulturní výměny svým působením přispívá i k všeobecnému usmíření. V Japonsku průběžně uvádí díla skladatelů z koncentračního tábora Terezín, jeho provedení dětské opery terezínského skladatele Hanse Krásy Brundibár v japonské premiéře v roce 2001 vzbudilo velký zájem. Řídil i dobovou rekonstrukci provedení symfonie č. 9 Ludwiga van Beethovena v německém zajateckém táboře v Japonsku v roce 1918.